# John Corbett
John Joseph Corbett, Jr. (Wheeling, Virginia Occidental; 9 de mayo de 1961) es un actor y cantante de country estadounidense. Es conocido por su papeles en las series de televisión Doctor en Alaska, Sex and the City y la serie de películas My Big Fat Greek Wedding (conocida como "Mi gran boda griega" en España y República Dominicana, "Casarse... está en griego" en México, y "Mi gran casamiento griego" en otros países de Latinoamérica). Estuvo nominado para un premio Emmy y dos Globos de Oro como mejor actor secundario. En 2007 alcanzó su mayor fama en el papel de John Burwell/John Rollins en la película The Messengers.

## Carrera
Su primer papel importante fue en 1988, interpretando al novio hippie de Karen Arnold en la primera temporada de The Wonder Years. Su debut en el cine fue en 1991 en Flight of the Intruder aunque se dio a conocer al gran público en la exitosa serie de HBO para televisión Sex and the City interpretando al novio de Carrie Bradshaw (Sarah Jessica Parker). También apareció como protagonista en My Big Fat Greek Wedding (2002), en 2004 como Mr. Torvald en Raise Your Voice y en 2007 como John Burwell/John Rollins en The Messengers.
Luego, trabajó en la serie United States of Tara, en el año 2009, interpretando a Max, el marido de Tara (Toni Collette).

## Vida personal
En la actualidad vive en un rancho en Santa Ynez Valley, California, Estados Unidos, junto a su pareja, la actriz Mary Cathleen Collins, más conocida como Bo Derek.

## Filmografía

### Cine y televisión
• Regresa como Aidan en And just like that (2025)
- Los Años Maravillosos (1988)
- Doctor en Alaska: ese es el título con el que se conoce en España a la serie televisiva estadounidense Northern Exposure. En Latinoamérica es llamada La última frontera. (1990 - 1995)
- Flight of the Intruder  (1991), de John Milius
- Tombstone (1993), de George P. Cosmatos
- Wedding Bell Blues (1996) de Dana Lustig
- Volcano (1997) de Mick Jackson
- The Visitor (1997 - 1998) de Kevin Kerslake
- Sex and the City: Conocida en Latinoamérica como Sexo en la ciudad y en España como Sexo en Nueva York. (1998 - 2004)
- Desperate But Not Serious (1999), de Bill Fishman
- Dinner Rush (2000), de Bob Giraldi
- Serendipity (2001), de Peter Chelsom
- My Big Fat Greek Wedding: película estadounidense de 2002, dirigida por Joel Zwick. Es conocida como Mi gran boda griega en España y República Dominicana, Casarse... está en griego en México, y como Mi gran casamiento griego en otros países de Latinoamérica.
- My Dinner with Jimmy (2003), de Bill Fishman
- Raising Helen: película estadounidense de comedia de 2004 dirigida por Garry Marshall. Titulada Educando a Helen en Hispanoamérica y Mamá a la fuerza en España.
- Love Me Tender (Elvis Has Left the Building) (2004), de Joel Zwick
- Raise Your Voice: película del género drama musical estadounidense de 2004 dirigida por Sean McNamara. Es conocida para su distribución en castellano como La chica del verano y también como Escucha mi voz.
- Bigger Than the Sky (2005), de Al Corley
- Dreamland (2006), de Jason Matzner
- The Messengers (2007), de Danny Pang y Oxide Pang Chun
- ´´^Valle de Sombras´´: película Drama, Romántica, Suspense / Thriller de 2007, dirigida por Mike Robe.
- Street Kings: película dramática de ficción estadounidense de 2008, dirigida por David Ayer. También llamada Reyes de la calle en Hispanoamérica y Dueños de la calle en España.
- The Burning Plain (2008) (en español: «Fuego», «Corazones ardientes», «Camino a la redención» o «Lejos de la tierra quemada»— es una película dramática dirigida y escrita por Guillermo Arriaga.)
- I Hate Valentine's Day (2009), de Nia Vardalos
- Baby On Board (2009), de Brian Herzlinger
- Sex and the City 2 (2010) (en Latinoamérica Sexo en la ciudad 2, en España Sexo en Nueva York 2. Es una película estadounidense dirigida por Michael Patrick King.)
- Ramona and Beezus (Ramona y su hermana, 2010), de Elizabeth Allen
- The Lookalike (2014), de Richard Grey
- The Boy Next Door (2015), de Rob Cohen
- Kiss me (2015), de Jeff Probst
- My Dead Boyfriend (2015), de Anthony Edwards
- Diamond in the Dust (2015), de Patrick Creamer
- Mi gran boda griega 2 (2016), de Kirk Jones
- God's Not Dead: A Light in Darkness (2018), de Michael Mason
- A todos los chicos de los que me enamoré (2018), de Susan Johnson
- 47 Meters Down: Uncaged (2019), de Johannes Roberts
- Doctor en Alaska el regreso (2020) (30 años después)
- Mi gran boda griega 3 (2023), de Nia Vardalos